# Johann V. von Weißenbach
Johann V. von Weißenbach († 1. November 1487 in Leipzig) war von 1476 bis 1487 Bischof von Meißen.

## Leben
Johann V. war Sohn Ottos von Weißenbach und der Elise von Haugwitz. Er studierte Theologie und Rechtswissenschaften in Italien und wurde Doktor beider Rechte. Er hatte 1441 das Kanonikat zu Meißen inne, übernahm 1472 das Dekanat des Meißner Hochstifts und wurde am 26. April 1476 zum Bischof von Meißen gewählt. In diplomatischer Mission reiste er 1473 zu Matthias Corvinus nach Breslau. Er begleitete regelmäßig den sächsischen Kurfürsten auf seinen Reisen. Erstmals wurde von ihm im Bistum der Buchdruck angewandt. Nach seinem Tod 1487 wurde er im Meißner Dom beigesetzt. Im Dom befindet sich eine Grabplatte und ein Epitaph von Johann V.

## Werke
- Johann (von Weissenbach), Bischof von Meissen (Hrsg.): Breviarium Misnense. 1483 (Druck durch: Marcus Brandis)